# Guirec

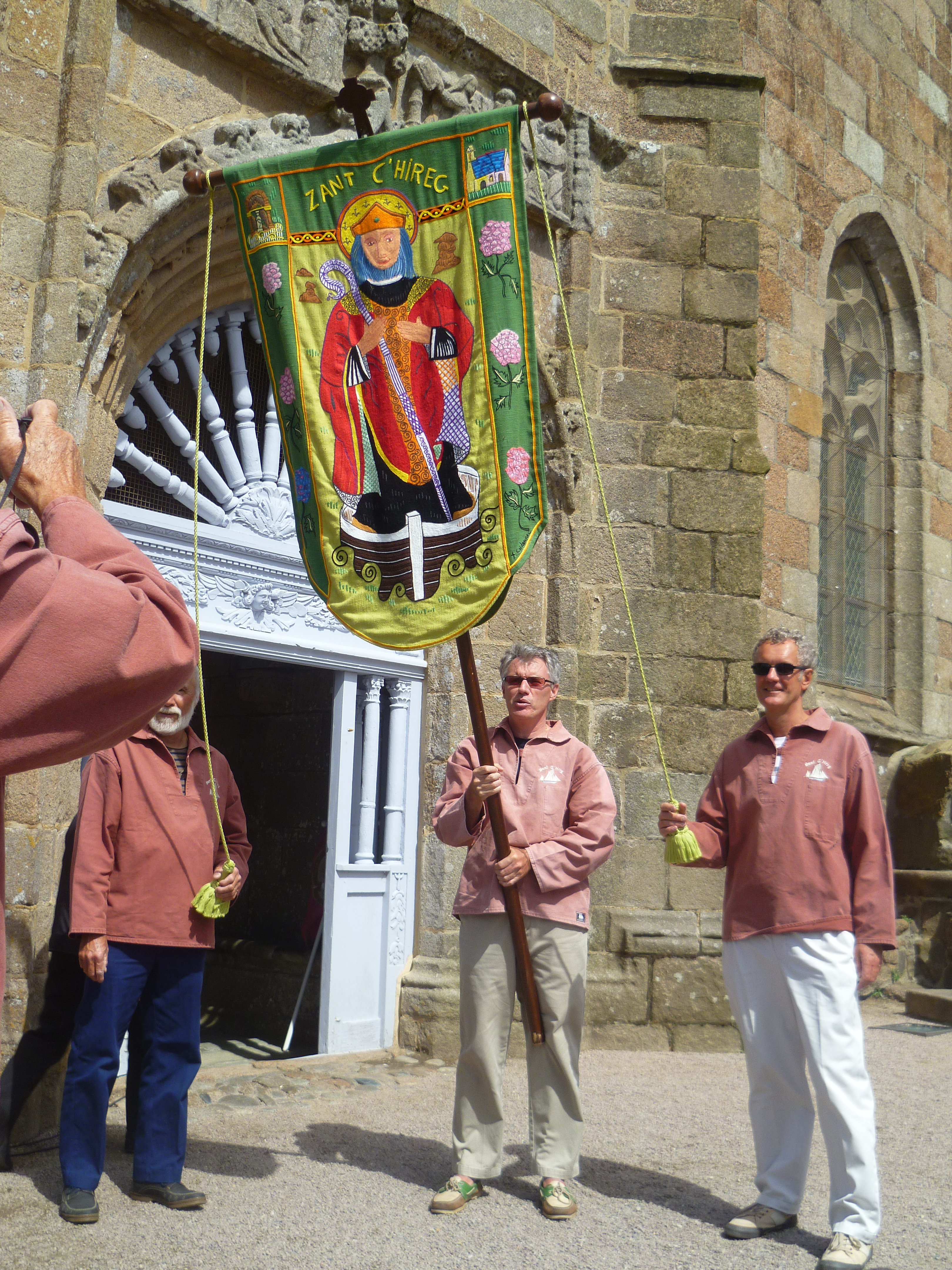
Prozessionsfahne zu Ehren des Heiligen Guirec, Perros-Guirec

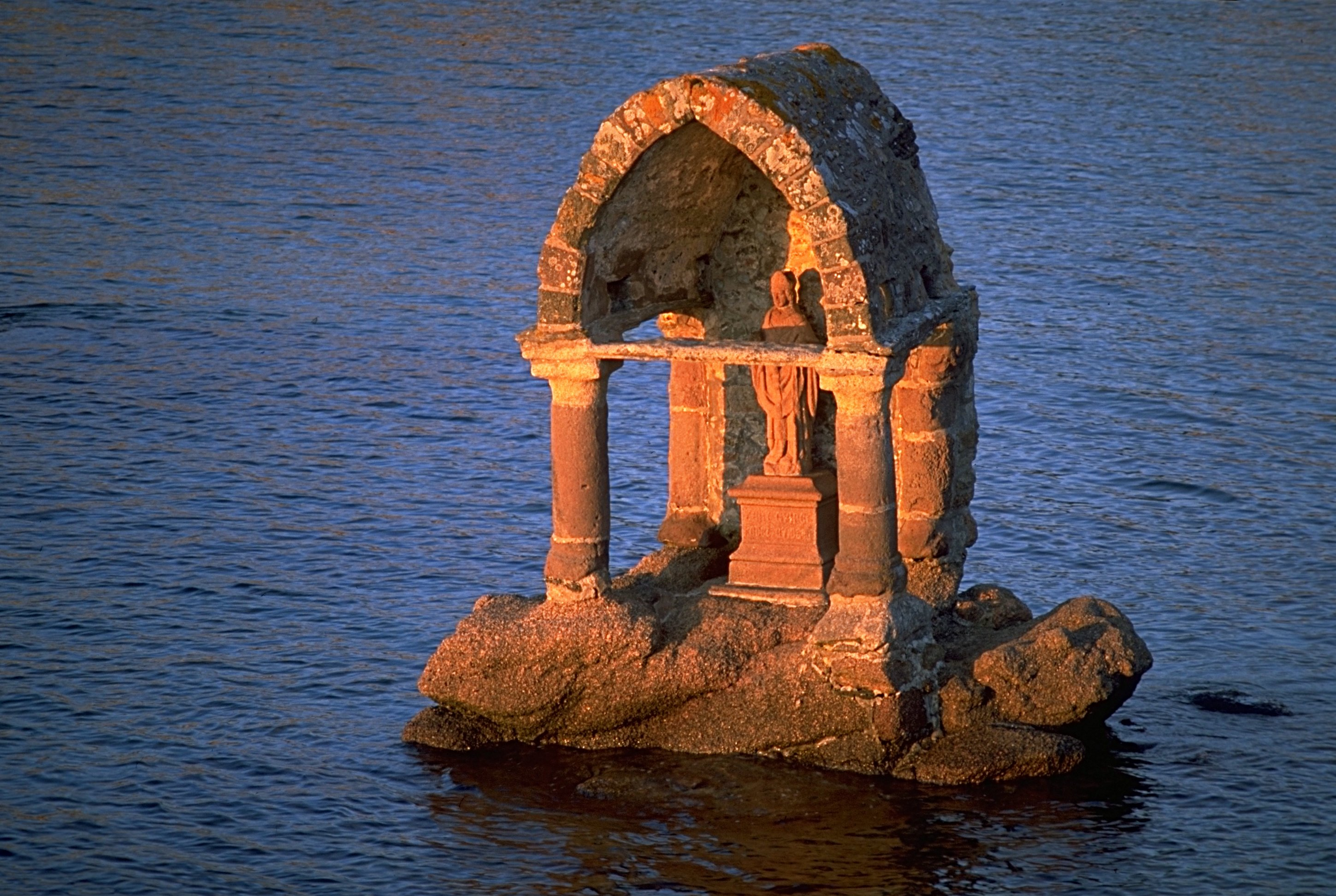
Oratorium St-Guirec, Ploumanac’h

Der Heilige Guirec (* 5. Jahrhundert oder 6. Jahrhundert; † um 547 in Landerneau, Bretagne, Frankreich), auch bekannt als Guevroc, Guéroc, Kirecq, Kirec oder Kireg, war laut Überlieferung ein walisischer Mönch, der in der keltischen Bretagne ein Kloster errichtete. Nach ihm ist die Stadt Perros-Guirec benannt.

## Überlieferung
Angeblich kam Guirec mit dem Heiligen Tugdual in die Bretagne und landete an dem kleinen Strand, der heute seinen Namen trägt (plage Saint Guirec in Ploumanac’h, einem Ortsteil von Perros-Guirec). Er lebte einige Zeit in Tréguier, bis ihn Tugdual mit 14 Gefährten losschickte, in der Gegend von Kerfeunteun (heute Lanmeur) ein Kloster zu gründen. Das Kloster wurde unter Verwendung der Überreste römischer Gebäude in Locquirec errichtet. Nach sechs Jahren als Abt des Klosters zog Guirec weiter, um in der Gegend von Ploudaniel als Einsiedler zu leben. Als der Heilige Paul Aurélien ihn besuchte, nahm dieser ihn mit in die Stadt Occismor (heute Saint-Pol-de-Léon) und stellte ihn in den Dienst seiner Diözese.
Guirec werden mehrere Wunder nachgesagt, darunter die Heilung einer Näherin, die an einem Sonntag gearbeitet hatte und seitdem gelähmt war. Zum Dank für die Heilung schenkte sie ihm ihr Haus, das er in eine Kapelle umwandelte. An deren Stelle ließ später Herzog Johann der Eroberer den Vorgängerbau der heutigen Kirche Notre-Dame du Kreisker in Saint-Pol-de-Léon errichten. Guirec starb um 647 in Landerneau. Er wurde in seinem Kloster in Locquirec beigesetzt.

## Nachwirkung und Anbetung
Die Stadt Perros-Guirec ist nach dem Heiligen Guirec benannt; der Name der Stadt setzt sich zusammen aus den bretonischen Wörtern Penn (Kap) und roz (Hügel) sowie dem Namen des Heiligen. Am Strand plage Saint-Girec im Ortsteil Ploumanac’h befinden sich das Oratorium St-Guirec und die Kapelle Saint-Guirec. Seit Jahrhunderten kommen Pilgerinnen hierher, um die betende Fürsprache des heiligen Mönchs für die Sicherheit ihrer seefahrenden Ehemänner anzurufen. Auch junge Frauen kommen, um Guirec um Hilfe zu bitten, dass sie bald einen Ehemann finden. Die Tradition, der Statue des Heiligen eine Nadel in die Nase zu stecken, soll Guirec dazu ermutigen, innerhalb eines Jahres den Segen einer Ehe für den jungen Pilger zu erlangen. Die Holzstatue aus dem 14. Jahrhundert, deren Nase daraufhin verschwunden war, wurde in der Kapelle aufgestellt und 1904 durch eine Steinstatue ersetzt.
In den Dünen von Kéremma in Tréflez gibt es eine Kapelle Saint-Guevroc. Die Pfarrei Lanneuffret hieß ursprünglich Saint-Guevroc.